# Jean Chamant
Jean Jules Eugène Marie Chamant (* 23. November 1913 in Chagny, Département Saône-et-Loire; † 22. Dezember 2010 in Paris) war ein französischer Politiker, der mit Unterbrechungen 25 Jahre lang Mitglied der Nationalversammlung sowie ferner von 1977 bis 1995 Mitglied des Senats war. Chamant fungierte von 1955 bis 1956 Staatssekretär im Außenministerium sowie zwischen 1959 und 1967 als Vizepräsident der Nationalversammlung. Darüber hinaus war er zwischen 1967 und 1969 und erneut von 1971 bis 1972 Verkehrsminister sowie zwischen 1989 und 1995 Vizepräsident des Senats.

## Leben

### Rechtsanwalt
Chamant absolvierte seine schulische Ausbildung in Avallon und am Institut Saint-Joseph in Joigny und begann im Anschluss ein Studium der Rechtswissenschaft an der Universität von Paris, das er mit einem Lizenziat der Rechtswissenschaft abschloss. Während seines Studiums gehörte zu den Mitgründern der Jeunes de l’union nationale des combattants und erhielt 1937 seine Zulassung als Rechtsanwalt am Pariser Appellationsgericht (Cour d’appel de Paris) und fungierte kurz darauf auch von 1937 bis 1938 als Sekretär der Pariser Anwaltskammer, der Conférence des avocats. Nachdem er aus gesundheitlichen Gründen einige Zeit seinen Beruf nicht ausüben konnte, arbeitete er freiberuflich außerhalb von Paris und kehrte erst nach der Befreiung von Paris Ende August 1944 nach Paris zurück.

### Vierte Republik

#### Mitglied der Nationalversammlung
Dort traf Chamant den Politiker Jean Moreau, der ihm den dritten Listenplatz für die Action républicaine et sociale im Département Yonne für die Wahlen zur zweiten Verfassunggebenden Nationalversammlung am 2. Juni 1946 anbot. Allerdings verlief seine Kandidatur erfolglos. Einige Monate später wurde er auf dem zweiten Platz dieser Liste bei den Wahlen zur Nationalversammlung am 10. November 1946 erstmals zum Mitglied der Nationalversammlung gewählt. Dabei erreichte er mit 49.955 der 128.820 abgegebenen Stimmen das beste Wahlergebnis. Die beiden anderen zu vergebenden Sitze fielen auf die Parti communiste français PCF (37.655 Stimmen) sowie die Section française de l’Internationale ouvrière SFIO, auf die 25.176 Stimmen fielen. 1947 wurde er zudem zum Mitglied des Gemeinderates von Sens gewählt und 1953 wiedergewählt.
Während seiner Parlamentszugehörigkeit war Chamant zwischen 1946 und 1951 Mitglied des Ausschusses für Justiz und Gesetzgebung und fungierte zuletzt von 1950 bis 1951 als Sekretär dieses Ausschusses. Daneben war er 1947 Mitglied des Ausschusses für Begnadigungsvorschläge für Algerien sowie 1948 auch Mitglied des Auswärtigen Ausschusses. Ferner fungierte er am 22. April 1948 als Berichterstatter für den Justizausschuss und legte drei Berichte zur Modifizierung des Gesetzes vom 28. April 1919 zur Justizorganisation und Richterlaufbahnen vor. Am 7. Juni 1949 wurde er vom Parlament zum Richter am Obersten Justizgericht (Haute Cour de justice) nominiert.
Bei den Wahlen vom 17. Juni 1951 wurde Chamant als Kandidat der Union des nationaux indépendants et républicains (UNIR) im Wahlkreis Yonne wiedergewählt und erzielte diesmal 38.845 der 124.774 abgegebenen Stimmen. Dabei gewann die Liste 30,1 Prozent und drei Sitze in diesem Département, während das vierte Mandat an Léon Noël von der Rassemblement du peuple français (RPF) fiel. Er gehörte diesmal dem Ausschuss für Justiz und allgemeines Wahlrecht an und fungierte während dieser Zeit zwei Mal 1952 und 1955 als Berichterstatter für Gesetzentwürfe zur Reform der Strafprozessordnung. Daneben war Vize-Vorsitzender der Fraktion der UNIR.

#### Staatssekretär im Außenministerium und die Wahlen 1956
Nachdem Premierminister Edgar Faure wegen des Rücktritts der Minister der Union des républicains d’action sociale (URAS) am 20. Oktober 1955 seine zweite Regierung umbilden musste, wurde Chamant zum Staatssekretär im Außenministerium ernannt und wurde damit zum engsten Mitarbeiter seines Parteifreundes Antoine Pinay, der das Amt des Außenministers bekleidete. Als Staatssekretär war er insbesondere für die Angelegenheiten von Marokko und Tunesien zuständig sowie nach dem Rücktritt von Henri Laforest auch für die Beziehungen zu assoziierten Staaten verantwortlich. Das Amt des Staatssekretärs bekleidete er bis zum 1. Februar 1956.
Bei den vorgezogenen Wahlen vom 2. Januar 1956 kandidierte Chamant auf der neuen Liste Union des indépendants et paysans unter dem Vorsitz von Jean Moreau, der Abgeordneter sowie Bürgermeister von Auxerre war, und erhielt 33.329 der Wählerstimmen (24,2 Prozent) im Wahlbezirk des Departements Yonne. Die Wahl des zunächst mit 18.825 Stimmen gewählten Kandidaten der poujadistischen Union de défense des commerçants et artisans (UDCA), Jean Lamale, wird später am 30. Mai 1956 von der Nationalversammlung ungültig erklärt und diese Stimmen Chamant zugesprochen. Er verzichtet jedoch am 31. Mai 1956 auf die ihm zugesprochenen Stimmen aus einer umstrittenen Wahl und kandidierte daraufhin am 15. Juli 1956 erneut, wobei er diesmal mit 53.694 der 95.760 Stimmen eindeutig wieder zum Abgeordneten gewählt wird.
In dieser dritten Legislaturperiode wird er Mitglied des Auswärtigen Ausschusses sowie des Ausschusses für Arbeit und Soziale Sicherheit.

### Fünfte Republik

#### Vizepräsident der Nationalversammlung 1959 bis 1967
Chamant wurde im zweiten Wahlgang am 30. November 1958 im zweiten Wahlkreis von Yonne wieder zum Mitglied der Nationalversammlung gewählt und schloss sich der Fraktion der Indépendants et paysans de l'action sociale (IPAS) an. Knapp ein Jahr später wird er am 6. Oktober 1959 auch zum Vizepräsidenten der Nationalversammlung gewählt. Dieses Amt übte er bis 1967 aus.
Im ersten Wahlgang der Wahlen vom 18. November 1962 wurde er als Mitglied der Nationalversammlung wiedergewählt. Kurz darauf trat er wie auch Valéry Giscard d’Estaing aus dem Centre national des indépendants et paysans (CNI) aus und schloss sich der Fraktion der Républicains indépendants (RI) an. Im Juni 1966 wurde er auch zum Vizepräsidenten der daraus entstandenen Fédération nationale des Républicains indépendants (FNRI) gewählt. Für die FNRI wurde er auch im ersten Wahlgang der Wahlen vom 5. März 1967 wieder zum Mitglied der Nationalversammlung gewählt.
Daneben wurde Chamant 1965 zum Mitglied des Generalrates (Conseil général) des Departements Yonne gewählt, dessen Präsident er bis 1992 war.

#### Verkehrsminister 1967 bis 1969 sowie 1971 bis 1972

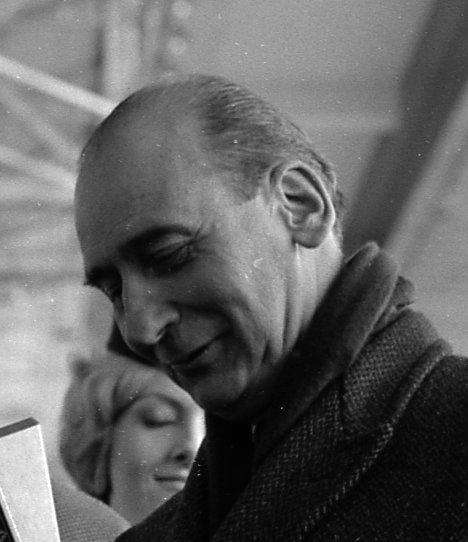

Durch seine guten Beziehungen zu Jacques Chaban-Delmas wurde er am 7. April 1967 von Premierminister Georges Pompidou als Verkehrsminister (Ministre des transports) in dessen viertes Kabinett berufen. Diese Funktion bekleidete er auch im nachfolgenden Kabinett Couve de Murville bis zum 22. Juni 1969. Das Ende der Amtszeit von Staatspräsident Charles de Gaulle hatte dazu geführt, dass er zunächst bei der darauf folgenden Bildung der Regierung Chaban-Delmas nicht berücksichtigt wurde.
Nach seinem Ausscheiden aus der Regierung wurde er im Oktober 1969 bei einer Nachwahl im zweiten Wahlkreis von Yonne als Nachfolger von Georges Barillon wieder zum Abgeordneten gewählt.
Nach dem Tode seines eigenen Nachfolgers Raymond Mondon am 31. Dezember 1970 wurde Chamant am 7. Januar 1971 von Premierminister Chaban-Delmas wieder zum Verkehrsminister in dessen Kabinett berufen und bekleidete dieses Ministeramt bis zum 6. Juli 1972. Als Verkehrsminister war er maßgeblich an der Einführung der Programme zum Airbus, TGV und des späteren Concorde-Projekts beteiligt.

#### Wiederwahl 1973 und Senator 1977 bis 1995
Im ersten Wahlgang vom 4. März 1973 wurde Chamant wieder zum Mitglied der Nationalversammlung gewählt und gehörte dieser bis zum 6. Oktober 1977 an. Er war zugleich von 1974 bis 1978 auch Präsident des Regionalrates von Burgund (Conseil régional de Bourgogne). Ferner fungierte er zwischen 1977 und 1983 auch als Bürgermeister von Avallon.
1977 wurde Chamant erstmals zum Mitglied des Senats gewählt und schloss sich dort der Gruppe der Républicains indépendants et d’action sociale an. Während seiner Senatszugehörigkeit war er zunächst Mitglied des Ausschusses für Finanzen, Haushaltskontrolle und nationale Buchhaltung (Commission des finances, du contrôle budgétaire et des comptes de la Nation). Durch seinen ländlich geprägten Wahlbezirk befasste er sich zudem mit landwirtschaftlichen Fragen und den Problemen der Landwirte.
Nach der Präsidentschaftswahl in Frankreich 1981 trat Chamant dem Rassemblement pour la République (RPR) unter dem Vorsitz von Jacques Chirac bei und schloss sich der von Charles Pasqua geführten Senatsfraktion an. Zugleich wurde er Mitglied des Zentralkomitees der RPR, pflegte aber gleichwohl weiterhin auch Beziehungen zu Zentristen und Liberalen, was dazu führte, dass er bei den Senatswahlen vom 28. September 1986 im Burgund mit Jean-Pierre Soisson eine gemeinsame Liste der RPR und Union pour la démocratie française (UDF) bildete. Er blieb Mitglied des Finanzausschusses und wurde ferner im Oktober 1986 Mitglied des Auswärtigen Ausschusses (Commission des affaires étrangères) sowie im Oktober 1989 des Gesetzgebungsausschusses (Commission des lois).

#### Vizepräsident des Senats 1989 bis 1995 und erfolglose Kandidatur 1995
Chamant wurde 1989 Vizepräsident des Senats und trat als solcher für die Einführung des Parlamentsfernsehens ein, das im Oktober 1994 in der Nationalversammlung aufgenommen wurde. Später begannen Übertragungen der Senatssitzungen aus dem Palais du Luxembourg mit einem Budget von damals 25 Millionen Franc (3,8 Millionen Euro). Das Amt des Vizepräsidenten des Senats übte er bis 1995 aus.
Im Alter von 82 Jahren erklärte Chamant, dass er für eine dritte Wahlperiode im Senat am 24. September 1995 kandidieren wolle. Nachdem Kritik wegen seines fortgeschrittenen Alters aufkam, verwies er auf Jean-Baptiste Bienvenu-Martin, der zum Zeitpunkt seines Todes 1940 mit 97 Jahren noch Mitglied des Senats war. Darüber hinaus wies er darauf hin, dass er neben Jacques Chaban-Delmas und Raymond Marcellin das letzte Mitglied des ersten Parlaments der Nachkriegszeit von 1946 war.
Zusammen mit 27 anderen Senatoren der RPR sprach er sich für eine Kandidatur von Édouard Balladur anstelle des Parteivorsitzenden Chirac bei der Präsidentschaftswahl am 23. April 1995 aus. Der spätere Wahlsieg von Jacques Chirac mit Jacques Chirac 15.763.027 Stimmen (52,64 Prozent) gegen Lionel Jospin (14.180.644 Stimmen, 47,36 Prozent) von der Parti socialiste (PS) im zweiten Wahlgang am 7. Mai 1995 stärkte keinesfalls seine Position in der Partei. Die RPR beschloss vor den Senatswahlen am 24. September 1995 keinen Kandidaten zu unterstützen, der älter als 80 Jahre war. Daraufhin kandidierte Chamant als unabhängiger Bewerber, erlangte allerdings nur den fünften Platz im ersten Wahlgang in der Region Burgund und schied somit aus dem Senat aus.
Für seine langjährigen Verdienste wurde Chamant unter anderem Kommandeur der Ehrenlegion.